# Frank Knight (Künstler)
Frank Knight (* 1941 in Port Hedland, Western Australia) ist ein australischer Tierillustrator. Er nutzt die Trockenbürstentechnik, malt aber auch in Acrylfarbe und Gouache.

## Leben
Knight wuchs auf einer Schaffarm nahe Marble Bar in der Pilbara-Region von Western Australia auf. Er absolvierte Fernlehrgänge bis zum zweiten Jahr seiner Highschool-Zeit und war Mitglied bei der Radiosendung Argonauts’ Club of the Air der Australian Broadcasting Corporation, wohin er regelmäßig Skizzen an Jeffrey Smart (auch unter seinem Pseudonym „Phideas“ bekannt), dem beratenden Künstler der Sendung, sandte. Nach seinem Abschluss an der Geraldton High School im Jahr 1959 arbeitete Knight bis 1966 als Feld- und Laborassistent bei der Commonwealth Scientific and Industrial Research Organisation (CSIRO). Sein Hauptstudienobjekt waren Bergkängurus (Macropos robustus). 1966 wurde er Illustrator für die Abteilung Wildtierforschung der CSIRO, ein Posten, der vom Abteilungsleiter Harry Frith für ihn geschaffen wurde. Bis 1989 illustrierte Knight Hunderte von wissenschaftlichen Artikeln und auch einige Bücher. 1981 erhielt er ein Churchill-Stipendium sowie ein Studienüberseestipendium von der CSIRO, mit dem er Wildtiermaler und Fossilienmaler in England, Kanada und den Vereinigten Staaten besuchen konnte. In Paris absolvierte er einen Illustratoren-Workshop, in England besuchte er Noel Cusa, Robert Gillmor und Keith Shackleton und in Nordamerika Don Eckelberry, Guy Coheleach, Albert Earl Gilbert, J. Fenwick Lansdowne sowie Robert McLellan Bateman.
Knight studierte auch die Sammlung von Feldskizzen von Louis Agassiz Fuertes im Field Museum of Natural History in Chicago, er besuchte die jährliche Ausstellung der Society of Wildlife Artists sowie die Society of Animal Artists in San Antonio. Dank der Förderung von Guy Coheleach war Knight der erste australische Tiermaler, der in die Society of Animal Artists gewählt wurde, einer in New York City ansässigen Gesellschaft.
Auf seiner Studienreise besuchte er auch eine Retrospektive des US-amerikanischen realistischen Malers Andrew Wyeth. Seine Erfahrungen während dieser Exkursion, insbesondere die Darstellung in Wyeths Werk und das Studium der Werke von Edward Hopper und Jeffrey Smart haben seine autodidaktische Techniken in der Tiermalerei erweitert. 
1993 verließ Knight die CSIRO, um für Graham Pizzey die zweite Auflage seines Standardwerkes A Field Guide to the Birds of Australia zu illustrieren, die 1997 veröffentlicht wurde.
Zu Knights weiteren Arbeiten gehören das Logo für den International Ornithological Congress im Jahr 1974 und die „Wildflower“-Briefmarken-Serie für die Australian Postal Corporation im Jahr 1979. 1981 gewann er den ersten Preis für seine Acrylbilder von der Society of Wildlife Art of Australasia.

## Illustrierte Werke von Frank Knight
- Kangaroos von Harry Frith und John H. Calaby, 1969
- Pigeons and Doves of Australia von Harry Frith, 1983
- Kadimakara: Extinct vertebrates of Australia von Gerard Frederick van Tets und Patricia Vickers-Rich, 1985
- Great Cats: Majestic Creatures of the Wild von John Seidensticker und Susan Lumpkin, 1991 (deutsch: Große Katzen, 1991)
- Elephants: Majestic Creatures of the Wild (Alternativtitel: Elephants: The Deciding Decade) von Jeheskel Shoshani, 1992 (deutsch: Elefanten. Enzyklopädie der Tierwelt, 1992)
- A Field Guide to Birds of Australia (2. Auflage) von Graham Pizzey, 1997
- Spiders von Robert Raven, 2000 (deutsch: Kindermini: Spinnen, Übersetzung von Sophie Marschner, 2000)
- A Field Guide to the Mammals of Australia von Peter Menkhorst, 2001
- Parrots of the World: An Identification Guide von Joseph Michael Forshaw, 2006 (zweite Auflage als Princeton Field Guide: Parrots of the World, 2010)
- Grassfinches in Australia von Joseph Michael Forshaw und Mark Shephard, 2012
- Field Guide to the Frogs of Australia von Michael J. Tyler, 2015 (zweite Auflage 2020)
- Vanished and Vanishing Parrots: Profiling Extinct and Endangered Species von Joseph Michael Forshaw, 2017
- Quail, Buttonquail and Plains-Wanderer in Australia and New Zealand von Joseph Michael Forshaw, 2023